# أسطورة فوكس موكينا
أسطورة فوكس موكينا (بالإنجليزية: The Legend of Vox Machina)‏ هو مسلسل رسوم متحركة للكبار أمريكي. شارك في المسلسل لورا بايلي، تاليسين جيف، أشلي جونسون، ماثيو ميرسر وليام أوبراين. صدر الموسم الأول على منصة أمازون برايم فيديو في 28 يناير 2022.

## روابط خارجية
أسطورة فوكس موكينا على موقع IMDb (الإنجليزية)
- أسطورة فوكس موكينا على موقع ميتاكريتيك (الإنجليزية)
- أسطورة فوكس موكينا على موقع روتن توميتوز (الإنجليزية)
- أسطورة فوكس موكينا على موقع كينوبويسك (الروسية)
- أسطورة فوكس موكينا على موقع قاعدة بيانات الفيلم (الإنجليزية)